# 薩默蘭 (加利福尼亞州)
薩默蘭（英語：Summerland）是位於美國加利福尼亞州聖巴巴拉縣的一個人口普查指定地區。

## 地理
薩默蘭的座標為34°25′17″N 119°35′45″W / 34.42139°N 119.59583°W，而該地最高點為海拔高度37米（即121英尺）。

## 人口
根據2010年美國人口普查的數據，薩默蘭的面積為5.152平方千米，當中陸地面積為5.135平方千米，而水域面積為0.017平方千米。當地共有人口1448人，而人口密度為每平方千米281人。